# Petrischule Leipzig

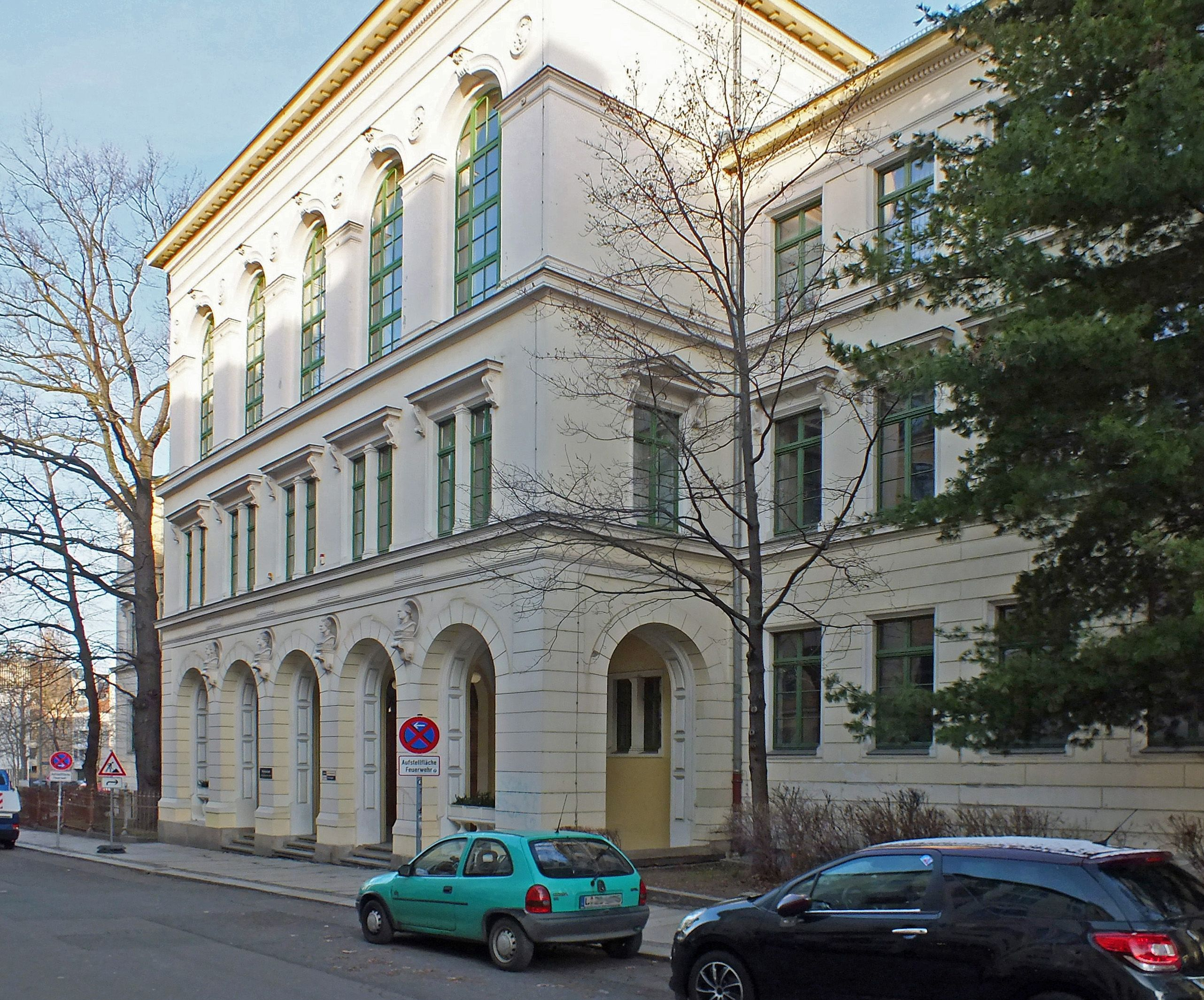
Petrischule (2019)

Die Petrischule Leipzig ist heute eine als sächsische Oberschule fungierende Bildungseinrichtung in der inneren Südvorstadt von Leipzig, deren Ursprünge bis auf das Jahr 1834 reichen. Als Realgymnasium hatte sie lange Zeit auch eine Abiturstufe.

## Geschichte

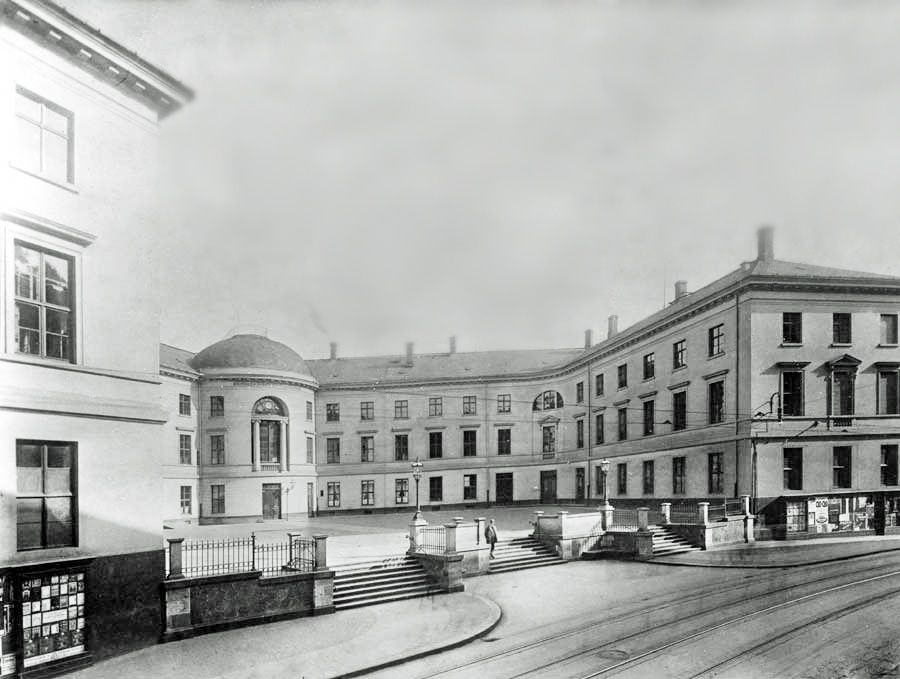
1. Bürgerschule, Schillerstraße 9

Ab 1796 entstand an der späteren Schillerstraße auf den Resten der Leipziger Moritzbastei nach Entwürfen von Johann Carl Friedrich Dauthe und August Wilhelm Kanne in zwei Bauabschnitten ein städtisches Schulgebäude, welches die 1. Bürgerschule beherbergte. Am 5. Mai 1834 wurde hier mit zunächst wenig Räumlichkeiten die erste Realschule im Königreich Sachsen mit 25 Schülern unter dem Direktor und Schulreformer Johann Karl Christoph Vogel gegründet, der ab 1832 schon der Bürgerschule vorstand. 1859 konnte sich die Schule erweitern und den Westflügel des Gebäudes beziehen, der bis dahin dem städtischen Museum vorbehalten war. Ostern 1861 erfolgte die Anhebung der Klassenstufen von vier auf sechs, und ein Jahr später erhielt nach dem Tod Vogels die Realschule mit Karl Theodor Wagner (1808–1881) einen ersten eigenständigen Direktor. 1868 wurde die Schule als Realschule 1. Ordnung anerkannt. Die Anzahl der Schüler wuchs stetig, bereits 1872 gab es Probleme, die auf 628 angewachsene Zahl unterzubringen. Untere Stufen der mittlerweile 19 Klassen mussten ab Ostern des Jahres in die Alte Nikolaischule ausweichen. Am 11. Oktober 1873 wurde das neue Haus in der Sidonienstraße Ecke Floßplatz (heute Paul-Gruner-Straße) eingeweiht.

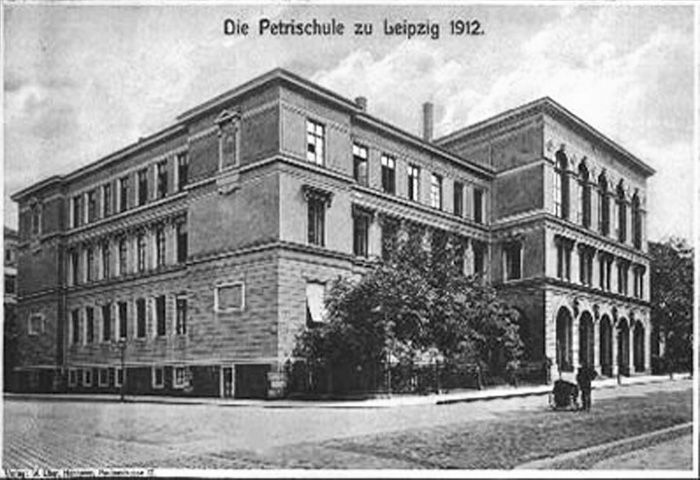
Petrischule, Sidonienstraße 50

Bereits 1883 wurde an der Schule unter Anleitung des Turnlehrers Fußball gespielt, so dass die Petrischule als die Wiege des Fußballs in Leipzig gilt.
1884 wurde die Einrichtung nach den königlich-sächsischen gesetzlichen Neuregelungen (Veränderte Bestimmungen über die Realschulen I. und II. Klasse betreffend) in eine neunjährige Oberrealschule umgewandelt, die zum Abitur führte. Ab dem 15. Februar des Jahres trug sie somit die Bezeichnung Realgymnasium. 1907 entstand am Nordplatz in Leipzig eine zweite Oberrealschule mit gymnasialer Ausrichtung (heute die Leibnizschule), so dass der Einrichtung nach der Lage in der Kirchgemeinde der 1885 errichteten Peterskirche durch den Rat der Stadt der Name Petrischule verliehen wurde. Im Zweiten Weltkrieg wurde das Schulgebäude teilweise zerstört.

Nach 1945 war der Schulbesuch auch Mädchen erlaubt, und ab 1949 wurden nur noch die Klassenstufen 9–12 in naturwissenschaftlicher und sprachlicher Orientierung unterrichtet. 1959 erhielt die Schule im Rahmen des 125. Jahrestages des Bestehens den Namen „Georgi Dimitroff“ und wurde ab 1965 eine Erweiterte Oberschule (EOS) mit neusprachlichem Unterricht u. a. auch in Spanisch und Italienisch. 1971 vollzog sich eine Aufteilung der Schule: Die höherklassige EOS zog in die Tarostraße (seit 1992 Anton-Philipp-Reclam-Schule), die Einrichtung in der Paul-Gruner-Straße wurde als Polytechnische Oberschule (POS) weitergeführt. 1974 erhielt sie den Namen „Hermann Duncker“. Diese wurde 1991 wieder Petrischule benannt und nun als eine sechsklassige Mittelschule bzw. seit 2013 als Oberschule geführt.

## Standorte und Schulformen
- 1834–1873: Schillerstraße 9 (jetzt Kurt-Masur-Platz); Realschule
- seit 1873: Paul-Gruner-Straße 50 (ehemals Sidonienstraße); Realschule, Realgymnasium, Erweiterte Oberschule, Polytechnische Oberschule, Mittelschule, Oberschule

## Gebäude seit 1873

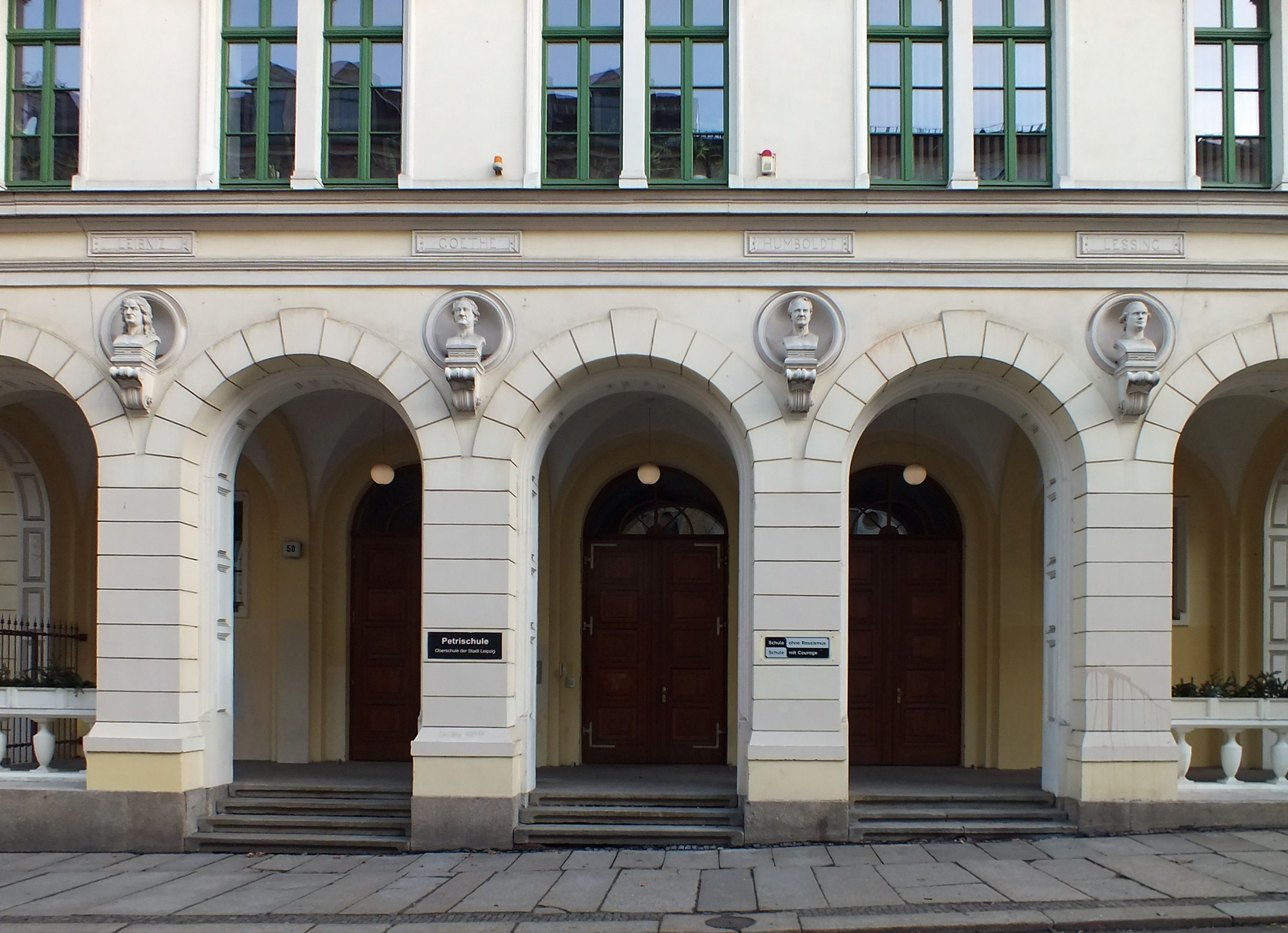
Der Eingangsbereich

Das im klassizistischen Stil errichtete Gebäude der Petrischule ist eine Dreiflügelanlage mit zwei unterschiedlich langen Seitengebäuden. Dem Straßenverlauf geschuldet setzen diese nicht senkrecht am Hauptbau an. Dieser, wie die Seitenflügel dreigeschossig, besitzt 19 Fensterachsen zur Paul-Gruner-Straße. Die Ecken treten, durch Absätze in den Walmdächern betont, leicht risalitartig hervor. Mit über vier Metern nach der Straße und dem Hof tritt der mit einem Pyramidendach bedeckte überhöhte Mittelteil aus dem Baukörper heraus. Er enthält den als fünfbogige Loggia gestalteten Eingangsbereich. Zwischen den Rundbogen sind die Büsten von Leibnitz, Goethe, Humboldt und Lessing angebracht. Die Rundbogen wiederholen sich an den hohen Fenstern der zweiten Oberetage. Dahinter befindet sich die Aula, die den Namen Beethovensaal trägt.
Der Architekt des Gebäudes, wie auch der gleichzeitig errichteten benachbarten 3. Bürgerschule (heute Schule am Floßplatz), war der Dresdner Karl Weißbach. Das Gebäude steht unter Denkmalschutz, zwischen 1991 und 1995 kam es zu einer umfangreichen Rekonstruktion des Hauses.

## Bedeutende Rektoren und Lehrende (Auswahl)
- Johann Karl Christoph Vogel (Theologe und Pädagoge), Rektor 1834–1862
- Anton Benedict Reichenbach (Theologe, Pädagoge und Entomologe), Lehrer der Naturwissenschaften 1834–1864[16]
- Otto Delitsch (Geograf), Lehrer für Religion, Latein und Geografie 1850–1882[17]
- Christoph Heinrich Hirzel (Chemiker und Erfinder), Lehrer für Chemie 1855–1856[17]
- August Wünsche (Theologe und Judaist), Lehrer 1865–1868[18]
- Richard Rühlmann (Mathematiker, Pädagoge und Politiker), Lehrer für Geometrie 1866–1868[18]
- Fedor Flinzer (Illustrator, Autor und Pädagoge), Zeichenlehrer 1873–1911[18]
- Karl Franz Giesel (Mathematiker), Rektor 1873–1892[19]
- Georg Oertel (Klassischer Philologe, Politiker und Chefredakteur), Lehrer für Deutsch, Latein, Geschichte und Geografie 1880–1894[20]
- Eugen Mogk (Nordist und Volkskundler), Lehrer für Religion, Deutsch, Geografie und Geschichte 1883–1919[21]
- Johannes Eduard Böttcher (Mathematiker und Pädagoge), Rektor 1892–1912[22]
- Otto Fischer, Rektor 1912–1916
- Arthur Haferkorn (Maler, Zeichner), Zeichenlehrer 1912–1920

## Bekannte Schüler (Auswahl)
- Bruno Tröndlin (1835–1908), Mitglied des Reichstages und Oberbürgermeister von Leipzig[23]
- Max Klinger (1857–1920), Maler
- Alfred Ackermann-Teubner (1857–1941), Verleger
- Arthur Krause (1882–1972), Pädagoge, Astronom und Globenmacher
- Hans Rudolphi (1885–1955), Geograph
- Erich Zeigner (1886–1949), Jurist, Oberbürgermeister von Leipzig[23]
- Gustav Batereau (1908–1974), Bauingenieur
- Ude Nissen (1921–1993), Dirigent[24]
- Rolf Apreck (1928–1989), Opernsänger[24]
- Kurt Dehnicke (1931–2011), Chemiker
- Klaus Renft (1942–2006), Musiker
- Jana Milev, Künstlerin und Soziologin
- Lukas Binder (* 1992), Handballer